# Hermann Helmer

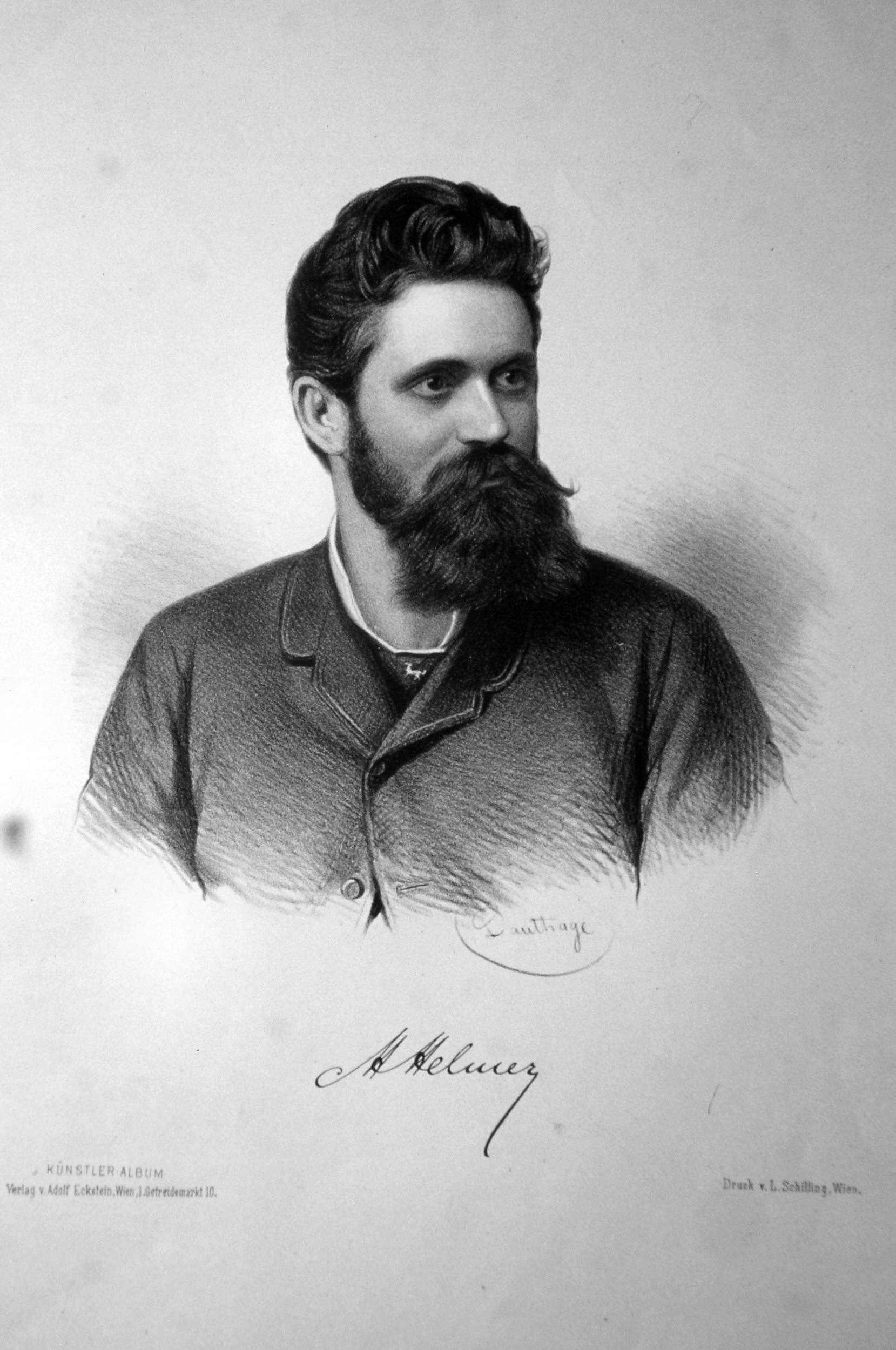
Hermann Helmer, Lithographie von Adolf Dauthage, um 1880

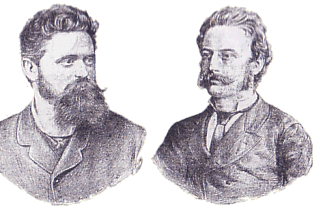
Hermann Helmer und Ferdinand Fellner

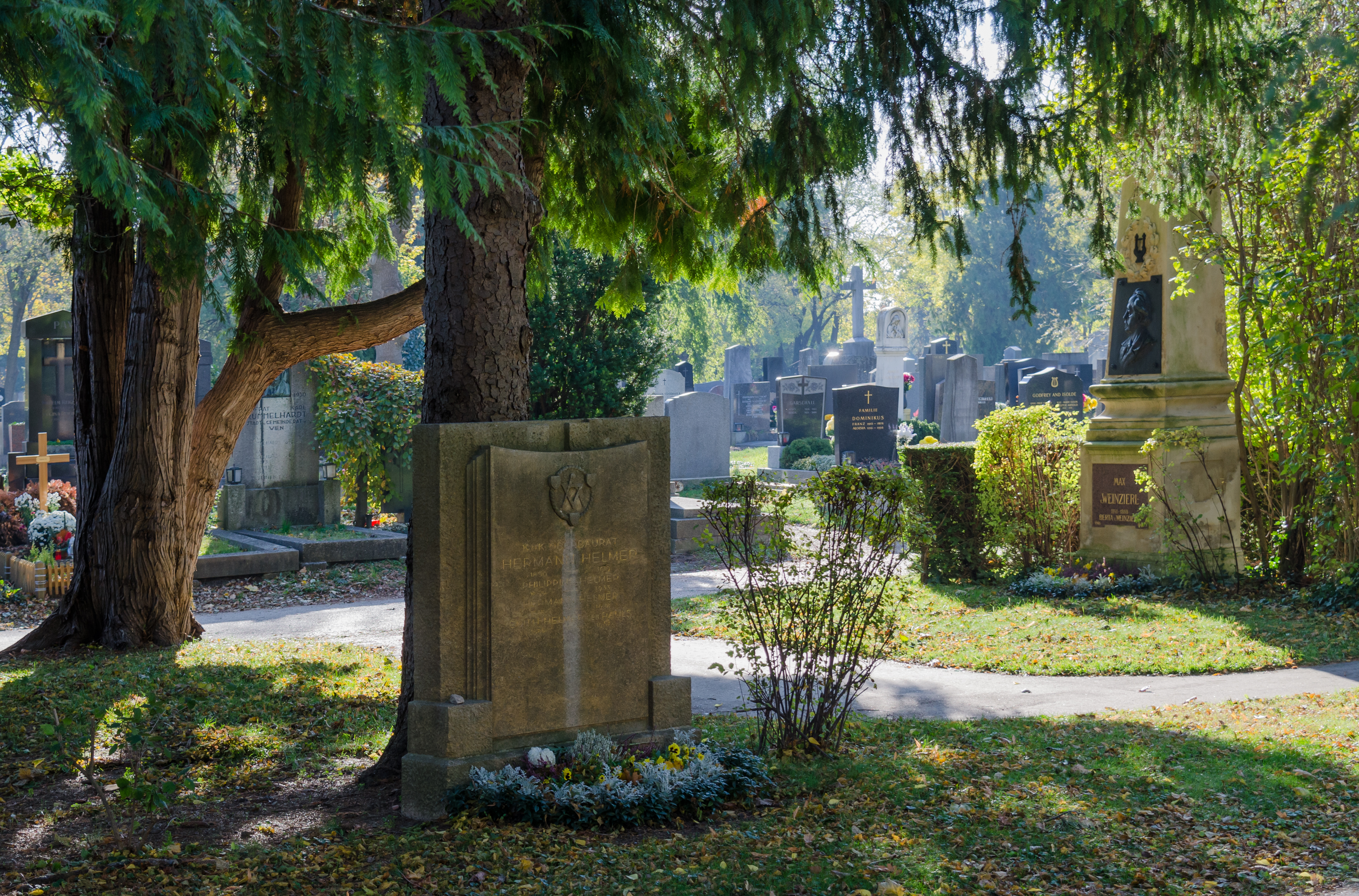
Grabstätte Hermann Helmer (Ehrengrab, Wiener Zentralfriedhof)

Hermann Gottlieb Helmer, auch Hellmer  (* 13. Juli 1849 in Harburg a. d. Elbe (heute zu Hamburg); † 2. April 1919 in Wien), war ein deutscher Architekt, der hauptsächlich in Österreich tätig war.

## Leben
Helmer erlernte zunächst das Maurerhandwerk und besuchte anschließend die Königliche Baugewerkschule Nienburg. Nach einem Studium an der Königlichen Akademie der Bildenden Künste in München trat er in das Atelier von Ferdinand Fellner d. Ä. in Wien ein.
1873 bildete er mit dessen Sohn Ferdinand Fellner d. J. eine Architektengemeinschaft, das Büro Fellner & Helmer, das zum bedeutendsten Erbauer von Theatergebäuden in der österreichisch-ungarischen Doppelmonarchie wurde. Obwohl die Werke immer unter „Fellner & Helmer“ firmierten, wurde die Planung eines Bauwerks immer von einem der beiden Architekten geleitet. Im Unterschied zu Fellner bevorzugte Helmer klassizistische Formen. Auf ihn gehen Theaterbauten in Wiesbaden, Fürth, Darmstadt, Klagenfurt und Zürich zurück.
Helmer war auch Obmann des ständigen Ausschusses für Wettbewerbsangelegenheiten und Mitglied im Ausschuss für die bauliche Entwicklung Wiens. Er gehörte zu den Begründern der Zentralvereinigung der Architekten und setzte sich im Ersten Weltkrieg für die Ausschreibung von Wettbewerben ein, um den Architekten in dieser Zeit finanziell zu helfen.
Er ruht in einem Ehrengrab auf dem Wiener Zentralfriedhof (Gruppe 32 A, Nummer 40). Im Jahr 1963 wurde in Wien-Donaustadt (22. Bezirk) die Helmergasse nach ihm benannt.

## Bauten und Entwürfe
Für Geschichte und Bauten des Büros Fellner & Helmer, Literatur und Weblinks siehe auch: Büro Fellner & Helmer
- Filialgebäude der Oesterreichisch-ungarischen Bank in verschiedenen Städten der Monarchie
- Amtshaus Liesing
- Stadttheater Klagenfurt
- Kunsthalle in Zagreb
- Opernhaus Zürich
- Tonhalle Zürich (Teil des heutigen Zürcher Kongresshauses)
- Hessisches Staatstheater Wiesbaden